# 喜峰芹
喜峰芹（学名：Cortia depressa）是伞形科喜峰芹属的植物。分布在巴基斯坦、喜马拉雅、印度、不丹、锡金以及中国大陆的西藏等地，生长于海拔4,400米的地区，见于高山草地，目前尚未由人工引种栽培。